# 신은 죽었다
신은 죽었다(독일어: Gott ist tot, 영어: God is dead,  The Death of God)는 독일의 철학자 프리드리히 니체의 말로서, 허무주의를 나타내는 말로 넓게 인용되는 말이다.
필립 마인랜더와 게오르크 헤겔을 포함한 다른 철학자들도 이전에 이 개념을 논의했다. 이 구절은 사신신학에서도 논의된다.

## 초기 사용
독일의 문화에서 "신의 죽음"에 대한 담론은 17세기 초부터 등장했으며, 원래는 루터교의 속죄론을 가리켰다. "신은 죽었다"라는 구절을 요한 폰 리스트의 찬송가 "Ein Trauriger Grabgesang"(슬픈 장송곡)에 등장한다.
니체 이전에 ' Dieu est mort! '(신은 죽었다)라는 문구는 제라르 드 네르발의 1854년 시 "Le Christ aux oliviers"(올리브 나무 위의 그리스도)에 쓰여졌다. 이 시는 장 파울의 1797년 소설 Siebenkäs에 '죽은 그리스도는 신이 없다고 선언한다'라는 장 제목으로 등장하는 꿈-환상을 운문으로 각색한 것이다. 문학 학자 조지 스타이너는 1987년 미국 예술 과학 아카데미에서 한 연설에서  니체의 '신은 죽었다'라는 공식이 앞서 언급한 장 폴의 '죽은 그리스도' 꿈-환상에서 비롯되었다고 주장했지만, 니체가 장 폴을 읽었다는 구체적인 증거는 제시하지 않았다.
이 문구는 또한 빅토르 위고의 1862년 소설 레 미제라블의 나레이터가 표현한 구절에서도 발견된다.

"아마도 신은 죽었을 것이다." 제라르 드 네르발은 어느 날 이 시의 필자에게 이렇게 말했다. 그는 진보와 신을 혼동했고, 움직임의 중단을 존재의 죽음으로 여겼다.

불교 철학자 K. 사치다난다 무르티는 1973년 마르틴 루터의 찬송가에서 헤겔이 "잔혹한 말", "거친 언사"라고 묘사한 "신은 죽었다"를 접하면서 신의 죽음이라는 주제가 전개됐다고 썼다. 무르티는 니체에게 영향을 미쳤다고 알려진 하인리히 하이네가 칸트 의 첫 번째 비판서에 대해 논평하면서, 죽어가는 신에 대해 언급했다고 덧붙였다. 하이네와 니체 이후로 "신의 죽음"이라는 표현이 유행하게 됐다.

### 독일 철학

#### 헤겔
현대 역사가들은 19세기 독일 관념론 철학자들, 특히 게오르크 헤겔과 관련된 철학자들이 예수 그리스도의 죽음과 관련된 문구의 특별히 기독교적인 공명을 제거 하고 그것을 세속적인 철학 및 사회학 이론과 연관시킨 책임이 있다고 믿는다.
비록 이 진술과 그 의미가 니체에게 기인하지만, 헤겔은 그의 정신현상학에서 신의 죽음이라는 개념을 논의했으며 , 거기서 그는 신의 죽음을 "일반적인 기독교 구원의 순환에서 쉽게 인식되는 부분 외에는 아무것도 아닌 것으로 여겨진다"고 생각했다. 나중에 헤겔은 신이 죽었다는 것을 아는 것의 큰 고통에 대해 다음과 같이 썼다.

그러나 순수한 개념, 즉 모든 존재가 빠져드는 무의 심연으로서의 무한은 역사적으로 문화에만 존재했던 무한한 고통과 현대 종교가 기초하고 있는 감정, 신 자신이 죽었다는 감정(파스칼이 "자연은 인간 안팎의 모든 곳에 잃어버린 신을 표시한다"라고 말하면서 경험적으로만 언급한 감정)을 특징지어야 한다. 이는 순전히 가장 높은 이념의 한 단계일 뿐만 아니라 그저 한 단계에 불과하다.

헤겔의 학생인 학생인 리하르트 로테(Richard Rothe) 는 1837년 신학 저서인 Die Anfänge der christlichen Kirche und ihrer Verfassung에서 신의 죽음이라는 개념을 세속화의 사회학적 이론과 연관시킨 최초의 철학자 중 한 명으로 보인다.

#### 슈티르너
니체에게 미친 영향에 대해 논쟁이 있는 독일 철학자 막스 슈티르너는 1844년 저서 유일자와 그 소유에서 "계몽주의의 작업, 신의 정복: 그들은 인간이 지금 '유일한 높은 신'이 되기 위해 신을 죽였다는 사실을 알아차리지 못했다"고 썼다.

#### 마인랜더
니체 이전에 이 개념은 독일 철학자 필립 마인랜더에 의해 철학계에서 대중화됐다.
니체가 쇼펜하우어와 결별했다고 명시적으로 쓴 것은 마인랜더를 읽는 동안이었다. 마인랜더는 쇼펜하우어의 형이상학에 대한 200장이 넘는 비판에서 세계 뒤에 있는 하나의 우주적 통일성에 반대하고 존재를 위해 서로 싸우는 실제적인 다양한 의지를 옹호한다. 그러나 그는 철학자들을 범신론으로 이끄는 이유인 세계의 상호 연결성과 단일 운동은 부인할 수 없다고 주장한다. 마인랜더는 그것들이 실제 통일성으로 이어진다고 말하지만, 이는 세계의 경험적 현실을 훼손하는 세계속 통일성을 희생해서가 아닐 수 있다고 말한다. 그러므로 그것은 죽었다고 선언된다.
이제 우리는 이 존재에게, 어떤 상상력도, 어떤 대담한 환상도, 어떤 열렬한 신앙심도, 아무리 심오한 추상적 사고도, 어떤 황홀하고 황홀한 정신도 결코 도달하지 못했던 것을 가리키는, 잘 알려진 이름을 붙일 권리가 있다. 바로 신이다. 그러나 이 근본적인 통일성은 과거의 것이었고, 더 이상 존재하지 않는다. 신은 자신의 존재를 변화시킴으로써 총체적으로, 그리고 완전히 스스로를 산산이 조각냈다. 신은 죽었고, 그의 죽음이 세계의 생명이었다.
—  마인랜더, 구원의 철학

## 의미
신을 포함해 사람들이 신처럼 떠받들던 일체의 절대적 가치가 그 본질적 의미를 잃고 허무해짐을 의미한다. 달리 말해 최고가치의 상실로 인한 허무주의의 도래를 뜻하는 말이다. 니체는 신의 죽음을 최고 가치의 상실로 이해하고 이로 인해 유럽에 허무주의가 도래할 것이라 경고한다. 이를 극복하기 위해서는 삶에 대한 디오니소스적 긍정 즉, 비극적 상황 앞에서도 자긍심을 잃지 않는 고귀한 정신이 필요함을 설한다. 이러한 정신을 지상에서 실현한 자가 위버멘쉬이다.

## 니체의 저작
《즐거운 지식》(Die frohlich Wissenschaft, 1882)의 108장, 125장, 343장으로 언급되고 있다. 그 안에서 가장 저명한 것은 125장의 기술인데, 해당 부분을 발췌하면
Gott ist tott. Gott bleibt todt.
Und wir haben ihn getodtet.
Wie trosten wir uns, die Morder aller Morder?
한국어로는
신은 죽었다. 신은 죽어 있다.
그리고 우리가 그를 죽였다.
살인자 중의 살인자인 우리는, 어떻게 안식을 얻을 것인가?
이라 한다. 또, 《차라투스트라는 이렇게 말했다》(1885년)의 모든 부분은, 함축적 언어로 씌인 《즐거운 지식》(1882년)의 사상을 이은 것이다.

## 원문
신의 죽음과 그에따른 상실감은 《즐거운 학문》에 최초로 기술된다.
"신은 어디에 있지?" 그는 부르짖었다. 나 너희에게 말하고 싶다!

 우리가 신을 죽여버렸다, - 너희와 내가! 우리 모두는 신을 죽인 자들이다!
그러나 우리는 어떻게 이러한 일을 해내었단 말인가?
어떻게 우리가 바닷물을 다 마셔버릴 수 있었단 말인가?
누가 우리에게 지평선 전체를 닦아버릴 수 있는 스펀지를 주었단 말인가?
지구가 해의 궤도에서 풀려났을 때 우리는 무엇을 하고 있었나?
지구는 어디로 움직이고 있나? 우리는 어디로 가고 있나? 모든 항성으로부터 멀어져 가고 있나?
우리는 계속해서 추락하고 있는 것이 아닌가?
후진하고 있나? 측면으로 가고 있나? 직진하고 있나? 아니면 모든 방향으로 가고 있는 건가?
아직도 위쪽이 있고 아래쪽이 있나?
우리는 끝없는 허공을 방황하는건가? 허공의 흐름을 느끼지는 못하면서?
더 추워지는 거 아닐까? 계속해서 저녁만 반복되는거 아닌가?
신은 죽었다. 신은 죽어있다! 그리고 우리가 그를 죽여버렸다!
어떻게 우리는 스스로를 위로할 것인가? 살인자 중의 살인자인 우리는.
— 《즐거운 학문》

## 신의 죽음의 신학
니체의 말인 「신은 죽었다」는 1960년대가 되어, 아프리카계 미국인 민권 운동이 번성한 시대의 미국의 신학자들이 사용하게 되었다. 미국의 신학자들은 현대 사회에서 신은 인간에게 리얼한 존재는 아니라는 의미로, 신은 죽었다는 의미로 이용한다.
1957년에 미국의 신학자 게이브릴 바하니안은 「신은 죽었다」라고 제목을 붙인 저서를 저술했다. 바니한은 그 중에서, 무신론을 미국의 대중의 삶의 방법이라 말하고 있다.
미국인의 신학자 토마스 알타이더는 에모리 대학에서 가르치고 있는 동안에, 「신은 죽었어?」를 출판한다. 알타더는 무신론적 신학자가 아니고, 「이 역사 안에 신이 완전히 내재화하고 있다.」라고 신의 내재화를 말한 것이다.
또 미국의 신학자 윌리엄 해밀튼이 다른 입장으로부터, 1961년에 저서 「크리스트교의 새로운 본질」로, 다른 시점의 신의 죽음의 신학을 전개했다.

## 참고 문헌
- 야마자키 쇼이치·이치카와 히로시 저 「현대 철학 사전」코단샤(코단샤 현대 신서), 1970년
- W. E. 호단(저) 「현대 크리스트교 신학 입문」후세도웅(역), 일본 기독 교단 출판국 1969년
- 윌리스톤 워커 (저) 「크리스트교사 4근·현대의 크리스트교」, 야려요시오·츠카다 사토시·야시로 타카시 역 요르단사, 1986년
- 하비 M. 콘 (저) 「현대 세계 신학」마츠다 카즈오 (역), 성혜수산장, 1985년

## 같이 보기
- 허무주의
- 실존주의 - 크리스트교적 신앙의 위기를 배경의 하나로서 나타난 유럽에서의 철학적 운동